# Urumaco
Urumaco is een gemeente in de Venezolaanse staat Falcón. De gemeente telt 8400 inwoners. De hoofdplaats is Urumaco.